# 道の駅ふたかみパーク當麻
道の駅ふたかみパーク當麻（みちのえき ふたかみパークたいま）は、奈良県葛城市新在家にある国道165号の道の駅である。
名称は、西側に隣接している二上山ふるさと公園と旧町名（當麻町）に由来している。

## 施設
- 駐車場
  - 普通車：93台
  - 大型車：5台
  - 身障者用駐車場：2台
- トイレ
  - 男：大・小7
  - 女：15
  - 身障者用：1
- 休憩コーナー
- 情報コーナー
- 特産物販売所「當麻の家」
- 売店
- レストラン
- 公園・子ども広場・展望台（二上山ふるさと公園内にある）
- 加工工場（味噌、粉末乾燥野菜、小麦餅、うどんなど)
- 体験学習（うどん・そば、味噌作り、餅つきなど各種体験学習や芋ほり。要予約）

### 管理団体
- 株式会社 農業法人當麻の家

## 休館日
- 年末年始（12月31日-1月3日）

## アクセス
- 国道165号 大和高田バイパス（奈良県道30号御所香芝線 重複）

## 周辺
- 近鉄南大阪線 二上神社口駅
- 當麻寺
- 石光寺
- 二上山
- 二上山ふるさと公園